# Ашеберги
Ашеберг — баронский род.

## Происхождение и история рода
Родоначальники дворянской фамилии Ашеберг задолго до XIII века поселились в Мюнстерском округе, в Вестфалии, где они основали местечко Ашеберг (Ascheberg) и приняли его имя; назывались они также Herrn zu Bygink und zur Heide.
С XIII столетия Ашеберги уже появляются в истории тех мест. Так в 1296 году Вильгельм фон Ашеберг подписал «die Vereinigung der Stiftsstande zu Osnabruck», в 1466 году подпись Теодора Ашеберга на другом политическом документе; Генрих фон Ашеберг назван победителем на одном из рыцарских турниров в 1585 году.
Из Вестфалии Ашеберги переселились в Голштинию. Иоганн фон Ашеберг (Herr zu Bygink в Вестфалии) имел несколько сыновей, из которых старший, Генрих, там и остался, а младший, Стефан, ушел с рыцарями в Ливонию, где и сделался родоначальником прибалтийской ветви дворянского рода. Несколько раньше в Ливонию, вероятно, двинулись и другие представители из рода Ашеберг, поскольку один из них — Госвин фон Ашеберг уже в 1426 году значился фохтом в Гробине, но потомства не оставил.
Род баронов фон-Ашеберг принадлежит к древнейшим прибалтийским дворянским родам. Ретхер фон Ашеберг 18 июля 1634 года был внесен в I класс матрикула курляндского дворянства под № 84. Уже в 1649 году он участвовал посольстве герцога курляндского Якова к польскому королю Яну ІІ Казимиру.
В связи с тем, что знатный курляндский род Кетлер пресекся в мужской линии, вотчинник имения Ринген, Ретхар-Готлиб-Вильгельм фон Ашеберг, женившийся в 1791 году на графине Элеоноре Кетлер, принял фамилию Ашеберг-Кетлер. Помимо прибалтийской существовали шведская и польская ветви этой дворянской фамилии.
- Ретхер фон Ашеберг (1621—1693) — знаменитый в истории Швеции фельдмаршал, которому король Карл XI в 1687 году даровал титул графа Soefdeborg и Aagerupp von Guilmarsberg, барона von Talmaksberg. Род его угас уже в 1720 году со смертью его сына.

Члены рода Ашеберг в Высочайших грамотах, приказах и других официальных актах, начиная с 1800 года, именованы баронами. Определением Правительствующего Сената, от 10 июня 1853 года и 28 февраля 1862 года за курляндской дворянской фамилией фон-Ашеберг признан баронский титул.